# The Elder Scrolls IV: Oblivion Mobile
The Elder Scrolls IV: Oblivion Mobile (Древние Свитки IV: Забвение) — мобильная ролевая игра для телефонов, поддерживающих J2ME MIDP 2.0 или BREW, разработанная сестринской компанией Bethesda Softworks Vir2L Studios при содействии Superscape и Barking Lizards. Часть серии The Elder Scrolls и является официальной мобильной версией CRPG The Elder Scrolls IV: Oblivion.

## Геймплей
Геймплей напоминает геймплей игр другой мобильной серии Might and Magic. Управляя героем с высоты игрок ходит по изометрическим уровням, сражается с монстрами и находит сокровища, временами посещяя магазин для улучшения снаряжения и покупки зелий. Сюжет не предполагает нелинейности (всего 12 уровней, включающих в себе несколько локаций), но существуют побочные квесты, разбавляющие ход событий. Общее время полного непрерывного прохождения игры может достигать до 6 часов, что достаточно много для игры, не превышающей лимит памяти в 200 КБ.
Всё управление осуществляется с кнопок 0-9, # и *, игрок посещает игровое меню только ради паузы или справки. Сохранять прогресс можно только между уровнями.

## Ролевая система
Ролевая система частично основана на системе The Elder Scrolls: Arena, то есть здесь за победу над монстрами, выполнение заданий награждают опытом. Перед началом новой игры предлагают выбрать свой класс — монах, ночной клинок, варвар, лучник, рыцарь, воин слова, колдун или боевой маг — это влияет на стиль игры, но не значительно.

## Отличия от оригинала
Игра внешне очень похожа на старший Oblivion (использует дизайн противников и локаций, детали пользовательского интерфейса), но разительно отличаются сюжеты: в мобильной версии рассказываются только ключевые события оригинала.
- Главный герой имеет свой характер; игроку невозможно выбирать варианты ответов;
- В игре нет атрибута усталости;
- Вследствие малого количества управляющих кнопок, все действия контекстно зависимые;
- Нет открытого мира.